# 53316 Michielford
53316 Michielford è un asteroide della fascia principale. Scoperto nel 1999, presenta un'orbita caratterizzata da un semiasse maggiore pari a 2,8821199 UA e da un'eccentricità di 0,0916816, inclinata di 3,26383° rispetto all'eclittica.